# Estación de Pont-Petit
La estación de Pont-Petit es una estación ferroviaria francesa situada en la comuna de Saint-Ouen-l'Aumône, en el departamento de Valle del Oise, al norte de París. Por ella transitan únicamente los trenes de la línea H del Transilien. 

## Historia
La estación data de 1846 cuando fue construida por la Compañía de Ferrocarriles del Norte como parte de la línea Pierrelaye - Creil. En 1938 pasó a depender de la SNCF.

## Descripción
Situada sobre un puente, la estación no es más que una apeadero compuesto por dos vías y dos andenes laterales. Disponía de un pequeño edificio con una taquilla pero fue derruido en el 2000 al encontrarse muy deteriorado. Las vías se cruzan a nivel y no existe ningún dispositivo para avisar de la llegada de un posible tren. 